# Katatau
Eberti Marques de Toledo (1 maart 1986) is een voormalig Braziliaans voetballer.

## Carrière
Katatau speelde in 2007 voor Yokohama FC.